# Шовоая
Шовоая (рум. Șovoaia) — село у повіті Нямц в Румунії. Входить до складу комуни Борлешть.
Село розташоване на відстані 265 км на північ від Бухареста, 16 км на південний схід від П'ятра-Нямца, 91 км на південний захід від Ясс, 145 км на північний схід від Брашова.

## Населення
За даними перепису населення 2002 року у селі проживали 585 осіб, усі — румуни. Усі жителі села рідною мовою назвали румунську.